# Акуфо-Аддо, Нана
Нана Аддо Данква Акуфо-Аддо (англ. Nana Addo Dankwa Akufo-Addo; род. 29 марта 1944) — ганский политик. Генеральный прокурор (2001—2003) и министр иностранных дел (2003—2007). 9-й президент Ганы (7 января 2017 — 7 января 2025).

## Биография
Акуфо-Аддо родился в Аккре (Гана) в видной ганской королевской и политической семье Эдварда и Аделин Акуфо-Аддо. Его отец Эдвард Акуфо-Аддо был Верховным судьёй Ганы (1966—1970), председателем Конституционной комиссии (1967—1968) и представительным президентом Ганы (1970—1972). Дед по материнской линии Офори Атта был королём Ачем-Абуаква и членом Исполнительного комитета губернатора Золотого берега до провозглашения независимости Ганы. Его дядя Кофи Асанте Офори-Атта был спикером парламента Ганы в 1965—1966 годах, другой дядя Уильям Офори Атта — основатель исторической партии Золотого Берега Объединённый конвент Золотого Берега, член известной в Гане «Большой шестерки», также как и его двоюродный дядя Джозеф Данква.
После окончания школы в 1962 году учился в Великобритании в Лэнсинг-колледже (Суссекс) на курсе «Философия, политика и экономика», однако вскоре вернулся в Гану. Работал учителем в школе при Академии Аккры, затем изучал экономику в Университете Ганы, где получил бакалавра по экономике в 1967 году. Позже изучал право в Великобритании, в июле 1971 года вступил в юридическую корпорацию Миддл-Тэмпл, в 1975 году вступил в адвокатуру в Гане. Работал в парижском филиале американской фирмы Courdet Freres. В 1979 году основал свою юридическую фирму Prempeh and Co.
Участвовал в президентских выборах 2008 и 2012 годов в качестве кандидата от Новой патриотической партии, однако уступил тогдашним президентам. На выборах 2016 года получил 54 % голосов, опередив президента Джона Махаму. 7 января 2017 года вступил в должность президента Ганы.

### Президентство
После вступления в должность объявил о реформах во многих сферах государственного устройства.
Ближайшими целями правительства назвал снижение бюджетного дефицита, создание рабочих мест и особое внимание сельскому хозяйству (увеличение производства риса, кукурузы, сои, сорго, овощей, — большинство продовольствия импортировалось).
Воплотил в жизнь предвыборное обещание о бесплатном среднем образовании в государственных школах (действует с сентября 2017 года).
Административная реформа предполагает воплощение в жизнь идеи «децентрализации» правительства — предоставление большего числа полномочий регионам. Количество регионов тоже будет увеличено.
В феврале 2018 года заявил об отказе подписывать новое кредитное соглашение с Международным валютным Фондом взамен истекающего. Президент объявил о достигнутом экономическом росте 8,3 % в год, который позволяет обходиться без помощи Фонда.
На выборах 2020 года получил более 51 % голосов, в начале января 2021 года вступил повторно в должность президента страны.
В декабре 2021 года Нана-Акуфо Аддо обязался оставаться президентом только в пределах двух избирательных циклов и не выставлять свою кандидатуру на выборах в 2024 году.

## Награды
- Орден Мухамадийя (Марокко, 17 февраля 2017)[13]